# 브레드 푸딩

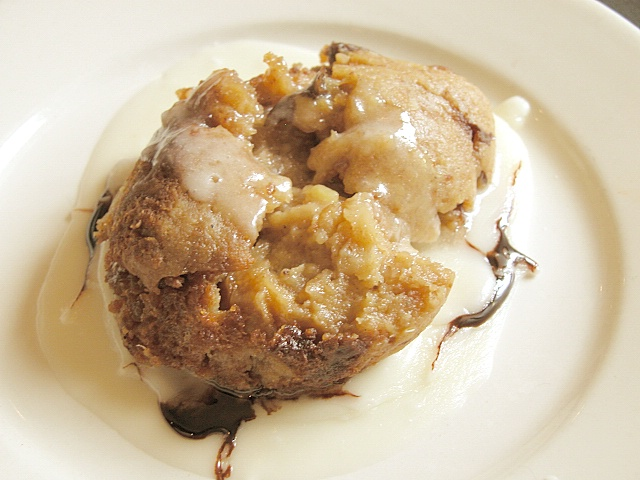
루이지애나주 뉴올리언스에 위치한 팜피즈 레스토랑의 바닐라 위스키 소스가 있는 오스틴 레실레즈 크레올 브레드 푸딩.

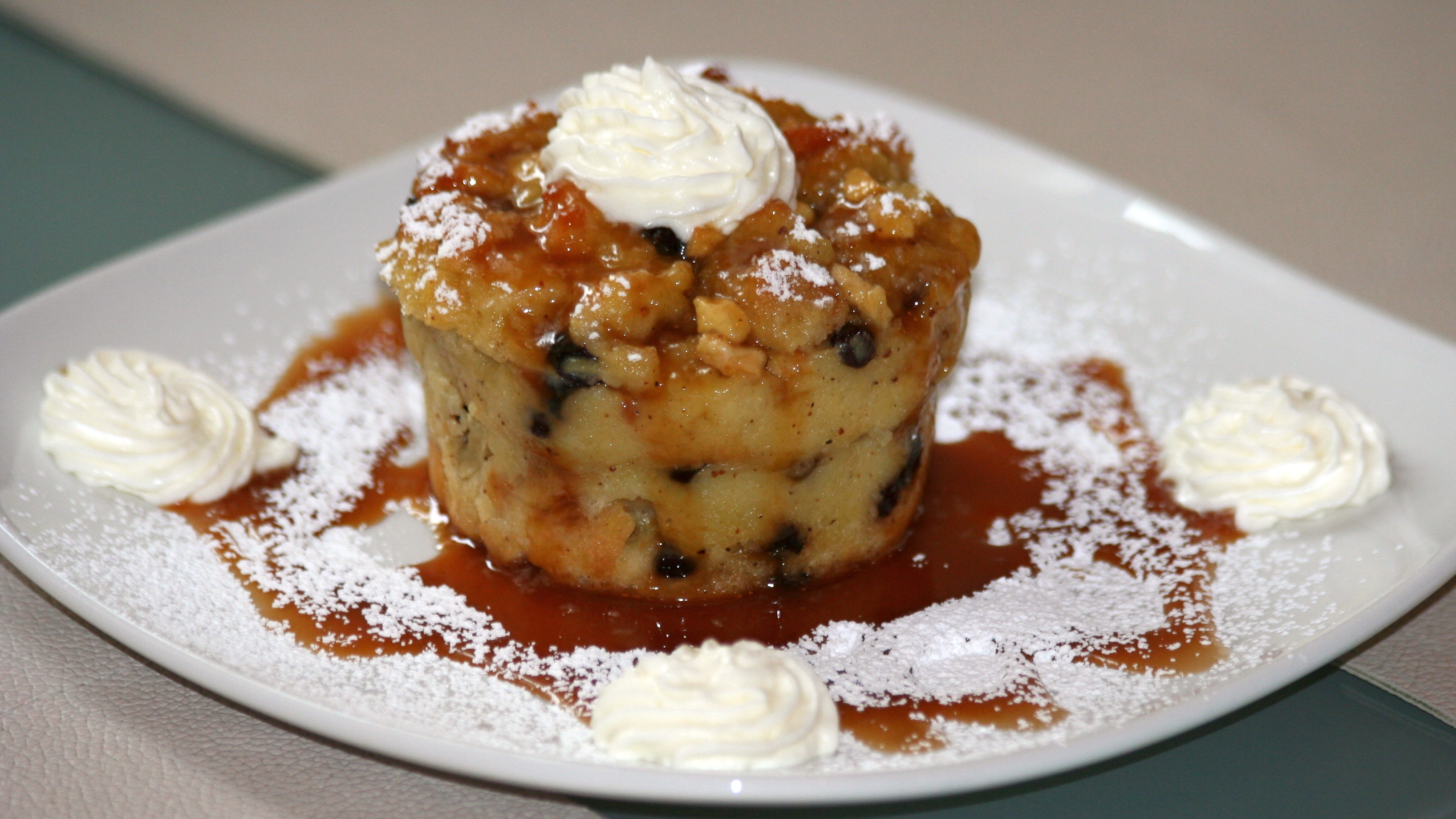
미네소타주 하모니에 있는 QUARTER/quarter(쿼터/쿼터) 레스토랑에서 제공되는 브레드 푸딩.

브레드 푸딩(bread pudding)은 빵 위에 설탕, 달걀 등을 올리고, 우유를 부어 구운 푸딩이다.

## 같이 보기
- 다발 카 미타